# Історія Кіпру

## Давня історія
Людина почала освоювати Кіпр не пізніш як за десять тисяч років до нашої ери. Про цей час розповідають, зокрема, поселення з неолітичного періоду з кам'яним посудом, знаряддям праці. Найвідоміше з них — Хірокітія з восьмого тисячоліття — є унікальним серед археологічних пам'яток цього періоду в усьому Середземномор'ї. У третьому тисячолітті на острові почали видобувати й використовувати мідь. Саме це природне багатство, а також щедра земля з її оливковими гаями, виноградниками, лісовими масивами з дикою звіриною, повними рибою річками зробили острів ласою метою для багатьох сусідів. Згодом острів заселили мінойці, котрі займались видобутком міді та залишили пам'ятки кіпро-мінойського письма. Імовірно після мінойської катастрофи XV ст. до н. е. на Кіпрі виникла держава Аласія, правитель котрої найменувався в XIV ст. до н. е. братом фараона. У ХІІІ ст. до н. е. острів був захоплений хеттами та єгиптянами. Після міграцій народів моря, на Кіпрі оселилися ахейці. Паралельно з цим відбувалась фінікійська колонізація Кіпра.
Після Троянської війни багато її учасників оселилися тут і створили дев'ять царств, які проіснували до четвертого століття до нашої ери і занепали після смерті Александра Македонського. З еллінським періодом пов'язаний прекрасний міф про народження на південному узбережжі острова грецької богині кохання — прекрасної Афродіти, відомої ще й за іменем місця походження — Кіпріда. Тут вона пережила свій найщасливіший час — кохання з Адонісом. І досі на її честь на Кіпрі щороку влаштовують пишні свята. Острів був батьківщиною ще однієї популярної в Елладі і в цьому разі цілком реальної особистості — засновника філософської школи стоїків Зенона.

## Античність
У 526 р. до н. е. після розгрому Єгипту, Кіпр увійшов до складу перської сатрапії Іонія. У 449 р. до н. е. під кінець греко-перських воєн, афінський десант із 200 кораблів захопив Кіпр та відбив перську контратаку з Кілікії, проте в 380 році цар Артаксеркс повернув острів до складу Персії на правах автономії. У 350 р. до н. е. на Кіпрі спалахнуло протиперське повстання, котре було придушене в 344 р до н. е.
Внаслідок походів Александра Македонського Кіпр був приєднаний в 321 р. до н. е. до Єгипту. У IV—ІІІ ст. до н. е. Кіпр був захоплений селевкідами.
У 58 р. до н. е. став римською провінцією.

## Римський період
З першого століття до нашої ери і до четвертого нашої — римський період кіпрської історії. Вона свідчить, що одним з проконсулів Кіпру був Цицерон. А в тодішній його столиці Пафосі якийсь час правила славнозвісна Клеопатра. Залишки розкішних маєтків того періоду з мозаїчними підлогами, термами, водогоном розповідають про розкіш, в якій жила тоді верхівка римського суспільства. А відреставрований в наші дні амфітеатр античного міста а з його чудовою акустикою і тепер є місцем проведення концертів і театральних вистав.
Кіпр можна вважати колискою християнства. У 45 році сюди прибули апостоли Павло, Варнава і Марк, які почали проповідувати християнство. Уже наступного року сам римський проконсул Кіпру Сергій таємно прийняв християнське віросповідання. А ще за рік вже була заснована християнська церква Кіпру, яка кілька століть, аж до підпорядкування в 330 році острова Візантії, діяла нелегально. За переказами, на початку нашого літочислення сюди прибув і був тут єпископом святий Лазар з Віфанії, якого, як пишеться в Євангелії, воскресив з мертвих Ісус Христос. За переказами, кілька разів для зустрічі з ним острів відвідувала Богородиця. На Кіпрі святий Лазар закінчив своє життя, де донині у місті Ларнака зберігаються його мощі.
У монастирі Кікос зберігається одна з трьох ікон, написаних святим Лукою ще за життя самої Богородиці. Вона є своєрідним портретом Діви Марії. А в заснованих у IV столітті імператрицею Оленою, матір'ю візантійського імператора Костянтина Великого, двох кіпрських монастирях (один з них — Монастир Святого Хреста) зберігаються фрагменти знайдених нею у Святій Землі Хреста Господнього й частини мотузок, якими був до нього прив'язаний Ісус Христос після пробиття цвяхами (щоби вага власного тіла не послужила падінню з хреста, розриву м'яких тканин тіла від металевих цвяхів).

## Візантійський період
У 395 році Кіпр став частиною Візантії, після її відокремлення від Західної Римської імперії. Цей період продовжувався майже 800 років, перерваний періодом арабського домінування 648—965. В цей же час кіпрська церква отримала статус автокефальної на Ефеському соборі.
688 року араби захопили Кіпр. Імператор Юстиніан II і халіф Абд аль-Малік зуміли досягти безпрецедентної домовленості. Наступні 300 років Кіпр знаходився під владою одночасно арабів і Візантії як кондомініум, незважаючи на постійні материкові війни між обома сторонами. Цей період тривав до 965 року, коли Візантія відроджуючись, остаточно не завоювала острів, утворивши тут фему Кіпр. У 1185 році останній візантійський правитель Кіпру, Ісаак Комнін підняв повстання і намагався захопити престол. Спроба перевороту виявилась невдалою, однак Комнін зумів втримати контроль над островом.
Дії Візантії проти Комніна зазнали невдачі, оскільки він заручився підтримкою сицилійського короля Вільгельма II Доброго. Імператор мав угоду із султаном Єгипту, згідно з якою повинен був закрити кіпрські гавані для хрестоносців.

## Кіпр під владою хрестоносців
У 1191 році, за часів правління візантійського імператора Ісаака II Ангела, англійський король Річард I Левове Серце захопив острів під час Третього хрестового походу. У квітні 1191 король Річард прибув на острів Родос, 6 травня 1191 флот захопив Лемесос. На шляху до Єрусалима знайшов притулок від сильного шторму у гавані Лімасола. Разом з ним були його сестра Іоанна й наречена Беренгарія Наваррська. Лицарі вирішили залишити жінок на острові до завершення походу й забрати їх на зворотному шляху. Однак невдовзі Річард дізнався, що місцеві правителі не дуже шляхетно поводяться з близькими йому жінками. Він перервав мандри на Схід, повернувся на Кіпр, завоював його і тут же справив своє весілля. І сьогодні в Лімасолі можна побувати в стінах церкви Святого Георгія, де відбувався той обряд.
Ісаак Дука Комнін, попередній імператор Кіпру, прибув занадто пізно і відступив до фортеці в Колосії. Після поразки Візантії, Річард у червні 1191 відбув до Святої Землі з більшою частиною своєї армії. Кіпр залишався базою в тилу для хрестоносців.
У 1192 році французький лицар Гі де Лузіньян отримав острів як компенсацію за втрату Єрусалимського королівства. Пануючи на острові майже триста років, хрестоносці намагалися насадити на ньому католицизм, але кіпріоти зберегли вірність православній традиції.

## Венеційський період
У 1489 році контроль над Кіпром захопила Венеційська республіка, після зречення королеви Катерини Корнаро. Венеційці поширюють на острові католицизм, тоді коли місцеве населення, що складалося переважно з етнічних греків, традиційно дотримується православ'я.
Через своє вигідне стратегічне положення острів неодноразово піддавався нападам Османської імперії.

## Османський період
У 1571 році острів був остаточно захоплений Османською імперією. Серед населення виникла нова спільнота — турки. Протягом 17-го сторіччя османське населення швидко зростало.
Османська імперія встановила на Кіпрі податкову систему.
Грецьке та османське населення мало право на самоврядування. Османська імперія скасувала кріпосне право. Немусульманам було надано самоврядування, що значно закріпило позиції Православної церкви.
Архієпископ Кіпра став не лише духовним лідером, а й лідером етнічних греків, а церква стала хранителем грецької культурної спадщини і несла відповідальність за збір податків і передачу їх до османської адміністрації

## Британський період

### Британський протекторат (British Protectorate) 1878—1914)
Відповідно до таємного договору про протекторат, англійці отримали право на управління островом, за умови щорічної виплати в скарбницю Османської Імперії 99 799 фунтів стерлінгів. Формально Кіпр продовжував залишатися в складі Османської імперії, що допомогло заспокоїти представників досить численної мусульманської громади (21 %), але фактично реальна влада перейшла в руки британського верховного комісаріату, що на початку цілком задовольняло представників греко-православної більшості, позаяк британці були налаштовані на проведення ряду економічних реформ і поліпшення транспортної інфраструктури.

### Британська військова окупація (British military occupation (1914—1922)
Британський комісар розташувався в Лімасолі, який став центром британської адміністрації, куди вкладалися чималі за місцевими мірками кошти. Втім, доцільність підписання конвенції викликала серйозні дебати в самому британському парламенті. Так прем'єр-міністр Сполученого Королівства направив королеві Вікторії листа, в якому зазначалося про важливість Кіпру для охорони індійської частини імперії. З іншого боку, ліберали висловили сумнів в доцільності створення протекторату. Як аргументи наводилися відсутність зручної гавані на острові. До того ж доцільність використання Кіпру як військової бази стала досить спірною та фінансово скрутною, особливо після появи британських баз в Єгипті, які потребували фінансових надходжень. 5 листопада 1914 Кіпрська конвенція була спішно анульована британцями у зв'язку зі вступом Османської імперії в Першу світову війну на боці Німеччини. Лише в 1923 нова влада Туреччини офіційно відмовилися від своїх прав на Кіпр. 

### Коронна Колонія Кіпр (англ. Crown Colony of Cyprus) 1925—1960)
У 1925 році Кіпр був офіційно анексований Великою Британією як колонія. Однак цей факт негативно сприйнявся грецькою громадою, яка сподівалась на об'єднання з Грецією. З цього почалася тривала боротьба греків за незалежність від Великої Британії.
У 1931 році невдоволення британським володарюванням вилилося у потужні заворушення, що призвели до загибелі 7 цивільних осіб та спаленням будинку уряду. І хоча приводом до повстання стало одностороннє підвищення податків з боку британської адміністрації, причиною було ігнорування колоніальною владою вимоги енозісу з боку греків-кіпріотів. Після придушення заворушень на острові був встановлений авторитарний режим, відомий як «палмеризм», що діяв до початку Другої світової війни.
На початку Другої світової війни грецьке населення підтримало британців, особливо після італійського вторгнення в материкову Грецію та прибуття  німецьких військ. Близько 30000 кіпріотів воювали на боці Союзників. 

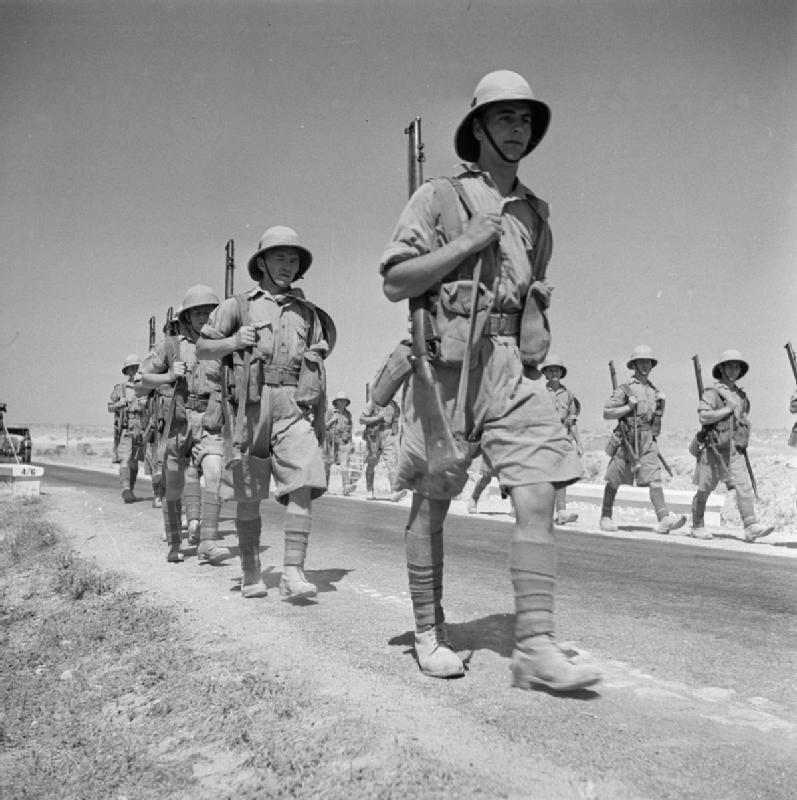
Війська марширують дорогою на Кіпрі, 9 серпня 1941 року.

Підвищення грецького націоналізму в післявоєнний період призвело до посилення політичної напруженості, оскільки кіпріоти-греки на острові хотіли об'єднатися з Грецією, тоді як турецькі кіпріоти були налаштовані доєднати Кіпр до Туреччини. На острові вибухнули бунти.

### Надзвичайний стан на Кіпрі (Cyprus Emergency) (1955—1960)
У 1952 Єгипет проголосив незалежність. У 1954 році Велика Британія оголосила про свій намір перенести на Кіпр свою військову базу в Суеці (Єгипет). Починаючи з 1 квітня 1955 на Кіпрі вибухнула серія повстань. Після декількох інцидентів та нападів на британського комісара Сера Джона Хардінга, 26 листопада 1955 року Велика Британія змушена оголосити надзвичайний стан на острові. Його введення спровоковане військовими діями, які в основному вели проти Британського уряду повстанці греко-кіпрської групи бойовиків, які були об'єднані в «Національна організація за звільнення Кіпру» (ЕОКА). Мета організації полягала  в тому, щоб вигнати британський уряд з острова й об'єднатися з Грецією. Але британські війська та організація «ЕОКА» водночас протистояли турецькій групі повстанців «Турецька організація оборони» (ТМТ), яка відкидала союз із Грецією.
У 1960 британці домовилися про збереження військових баз на двох ексклавах — Акротирі та Декелії, надавши своїй колонії повну незалежність

## Республіка Кіпр (від 1960)

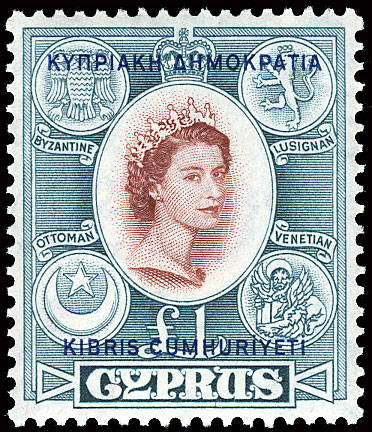
Марка Британського Кіпру з королевою Єлизаветою II, наддрукована грецькою та турецькою мовами, 1960 р.

16 серпня 1960 року острів, який входив до складу британських колоніальних володінь, отримав незалежність. Юридичним оформленням надання незалежності стали нав'язані кіпріотам цюрихсько-лондонські угоди 1959 року, котрі значно обмежували суверенітет республіки. За цими угодами Велика Британія, Грецьке королівство і Туреччина стали гарантами «незалежності, територіальної цілісності і безпеки» Кіпру, що дало цим країнам можливість втручання в його внутрішні справи («Договір про гарантії»). Крім того, Греція і Туреччина отримали право тримати на острові свої військові контингенти — відповідно 950 і 650 чоловік («Договір про союз»). Велика Британія зберегла на Кіпрі під своїм повним суверенітетом територію площею 1999 кв. миль, на якій розташовані дві великі військові бази — Декелія і Акротирі, а також забезпечила собі право використовувати інші «невеликі ділянки» та інфраструктуру у зв'язку з діяльністю баз і об'єктів. Крім цих баз є ще кілька інших військових об'єктів і споруд Великої Британії і США.
У 1963—1974 роках на острові постійно відбувалися військові зіткнення між збройними формуваннями грецької і турецької громад острова за участю національної гвардії республіки, а також контингентами відповідно Грецького королівства та Туреччини, що підтримували їх.
У липні 1974 кіпрськими антиурядовими силами за підтримки військової хунти, що прийшла до влади в Афінах і проводила курс на «Енозіс» (приєднання Кіпру до Греції), на острові була зроблена спроба державного перевороту. Туреччина як країна-гарант використала це як привід для введення 20 липня 1974 своїх військ на острів під приводом відновлення конституційного порядку і захисту турків-кіпріотів.
Внаслідок цього турецькі війська окупували близько 37 % території острова, що призвело до його фактичного розколу на дві відособлені частини, цей стан зберігається дотепер. Була дезорганізована економіка країни, повністю порушені зв'язки між громадами. Близько 160 тисяч греків-кіпріотів стали біженцями.
У 1974—1975 роках відбувся «обмін» населенням: турки-кіпріоти практично повністю переселилися на окуповану турецькими військами частину Кіпру, а греки-кіпріоти — на південь острова (в цей час на контрольованій турко-кіпрською адміністрацією території проживає декілька сотень греків-кіпріотів).
З 1975 Генеральний секретар ООН здійснює покладену на нього Радою Безпеки місію «добрих послуг» по Кіпру, що має на меті надання сприяння грецькій і турецькій громадам острова в інтересах договірного врегулювання кіпрської проблеми.
13 лютого 1975 керівництво турецької громади проголосило в односторонньому порядку в північній частині острова так звану «Турецьку федеративну державу Кіпр», «першим президентом» якого був обраний Рауф Денкташ.
15 листопада 1983 законодавча асамблея Турецької федеративної держави Кіпр проголосила в односторонньому порядку незалежну турецько-кіпрську державу, яка називається «Турецька республіка Північного Кіпру» (ТСРК), яка досі визнана тільки Туреччиною.
ТРПК відокремлена від решти частини Кіпру буферною зоною. Лінію, що розділяє острів на два сектори (так звана «Зелена лінія» — англ. Green Line), охороняє контингент Збройних сил ООН з підтримки миру на Кіпрі. Між грецькою і турецькою частиною не існує дипломатичних відносин. З Туреччини на острів завезено 115 тисяч колоністів. А 35-тисячний турецький військовий контингент підтримує нинішній status quo. З урахуванням того, що з нелегітимної республіки внаслідок економічних і соціальних негараздів емігрували 55 тисяч турко-кіпріотів, нині загальна чисельність солдатів і переселенців з Туреччини на півночі Кіпру вже перевищує кількість наявних там корінних жителів.
1 травня 2004 року грецька частина Кіпру вступила до Європейського Союзу. Всі пільги та переваги, які Кіпр отримав від вступу до цієї організації, поширюються лише на його грецьку частину. Євросоюз продовжує розглядати Північний Кіпр як територію ЄС, що перебуває під іноземною військовою окупацією.
21 березня 2008 року у Нікосії відбулася зустріч президента Республіки Кіпр Дімітріса Христофіаса і голови самопроголошеної ТРПК Мехмета Алі Талата. Сторони домовилися про початок роботи спільних експертних комісій двох громад Кіпру з врегулювання на острові. На зустрічі було прийнято рішення про розмінування та відкриття центральної вулиці Нікосії Ледра, яка з 1963 року поділяє її на грецьку і турецьку частини.
Восени 2008 року поновилися міжгромадські переговори з кіпрського врегулювання. 3 вересня 2008 відбулася перша зустріч в рамках прямих міжгромадських переговорів між греками-кіпріотами і турками-кіпріотами. На переговорах поки не було досягнуто згоди з низки найважливіших питань. Головним каменем спотикання залишається вимога греків-кіпріотів, щоб відразу ж після об'єднання острова на всій його території було реалізовано законодавство ЄС, до якого входить Республіка Кіпр.
Рада Безпеки ООН 15 червня 2010 прийняла чотирнадцятьма голосами резолюцію 1930, яка продовжує мандат Збройних сил ООН на Кіпрі на чергові шість місяців — до 15 грудня 2010 року. Проти резолюції проголосувала Туреччина.

## Столиці Кіпру
- Пафос — від III ст. до н. е. до IV ст. н. е.;
- Констанція — від IV ст. н. е. до X ст.;
- Нікосія — від X ст. донині;